# Omaha-klass
Omaha-klassen var en klass av amerikanska lätta kryssare som färdigställdes strax efter första världskrigets slut. De var den amerikanska flottans äldsta klass av kryssare som fortfarande var i aktiv tjänst när andra världskriget bröt ut.

## Historia

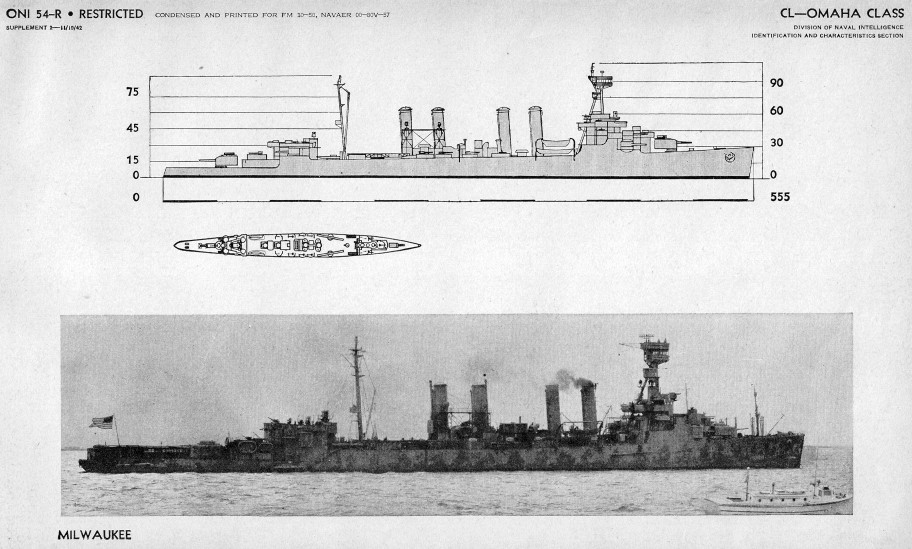

Övningar som genomfördes i januari 1915 visade tydligt att den amerikanska Atlantflottan saknade snabba kryssare som kunde utföra spaningsuppdrag. Omaha-klassen, som byggdes för att framförallt spana åt flottans slagskepp, hade en högsta hastighet på 35 knop (65 km/h) för att möjliggöra samarbete med jagare. De hade ett deplacement på 7 160 ton och var drygt 169 meter långa.
Omaha-klassen utformades som ett svar på den brittiska Centaur-underklassen av C-kryssarna. Även om en konflikt mellan USA och Storbritannien ur en modern synvinkel verkar osannolik, ansåg planerare inom den amerikanska flottan under denna tid, och fram till mitten av 1930-talet, att Storbritannien var en rival om makten i Atlanten, och att möjligheten för en väpnad konflikt mellan de två länderna var tillräckligt sannolik för att förtjäna lämpliga förberedelser.
Fartygen i klassen hade fyra skorstenar, som skapade ett utseende som liknade jagarna i Clemson-klassen (kryssarna försågs också med kamouflage för att ytterligare öka likheten och förvirra fientliga styrkor). De var utrustade med tolv 15,2 cm kanoner, fyra av dessa var monterade i två tvillingtorn, ett i fören och ett i aktern, och de återstående åtta i kasematter; fyra på varje sida om överbyggnaden. Detta gav dem en möjlig bredsida med åtta kanoner.
Torpedbestyckningen bestod av 10 torpedtuber i två dubbelmontage samt två trippelmontage. Som ett resultat av designändringar som gjordes mitt i konstruktionen av fartygen, var de vid färdigställandet kraftigt överbelastade. Fartygen var också otillräckligt isolerade, vilket resulterade i att de var för varma i tropikerna och för kalla i nordliga vatten. Viktbesparingar för att uppnå en ökad hastighet ledde till försämringar av fartygens beboelighet. Även om fartygen ansågs ha en god sjöduglighet, ledde det låga fribordet till frekventa vattenintrång över fören, i torpedutrymmena och de nedre akterliga kasematterna. De dåligt byggda skroven läckte dessutom, vilket innebar att bränsletankarna förorenades av havsvatten vid långvarig drift. En ytterligare allvarlig brist på dessa fartyg var avsaknaden av vattentäta skott över och bakom huvuddäcket.
Omaha-klassen hade en förbättrad uppdelning av maskineriet som var utplacerat med omväxlande grupper av pannrum och maskinrum, för att förhindra att fartyget förlorade framdrivningen genom en enda torpedträff. Magasinen placerades för första gången under vattenlinjen. Detta var också de första kryssarna i den amerikanska flottan som från början var konstruerade med oljeeldade pannor.
De var ursprungligen utformade för att användas för spaning, men under hela mellankrigstiden fungerade de som flottiljledare. Taktisk spaning blev en uppgift för spaningsflygplan och nya tunga kryssare. Omaha-klassen kom därför aldrig att fylla sin avsedda funktion. De förvisades till rollen som flankskydd, där deras höga hastighet och stora eldkraft uppskattades mest.

### Förändringar av bestyckningen
Under sin tjänstgöring genomgick Omaha-kryssarna flera förändringar av sin bestyckning. En del av dessa ändringar gjordes för att spara vikt, medan andra förstärkte deras luftvärn. Den 8 september 1926 beordrade amiral Edward W. Eberle, tillsammans med överbefälhavarna för flottan och deras underordnade befälhavare, marinminister Curtis D. Wilbur, att all minutrustning skulle avlägsnas från Omaha-klassen, eftersom arbetsförhållandena vid dessa hade visat sig vara mycket dåliga. Under 1933-1934 utökades antalet 7,6 cm luftvärnskanoner från två till åtta, alla monterade på fartygets mitt. 1933–1934 togs de nedre torpedtuberna, som också hade visat sig vara mycket utsatta för vatten, bort och öppningarna täcktes över innan andra världskriget började. Efter 1939 togs de nedre akterliga 15,2 cm kanonerna bort från de flesta Omaha-kryssarna och kasematterna täcktes över av samma skäl som de nedre torpedfästena. Fartygens luftvärn utökades först med tre fyrdubbla 28 mm automatkanoner i början av 1942, men dessa visade sig inte vara otillförlitliga och ersattes senare under kriget av dubbla Bofors 40 mm kanoner. Ungefär samtidigt monterades också flera 20 mm Oerlikon-kanoner.

## Andra världskriget
Både Detroit och Raleigh befann sig i Pearl Harbor under det japanska anfallet, och Raleigh träffades av torpeder. 
Fartygen i Omaha-klassen tillbringade större delen av kriget på mindre viktiga skådeplatser och utförde mindre viktiga uppgifter än modernare kryssare. Omaha-klassen skickades till platser där deras betydande beväpning kunde vara användbar om den behövdes, men där deras ålder och begränsade förmåga sannolikt inte skulle prövas. Dessa insatser omfattade patrullering utanför Sydamerikas öst- och västkust, konvojeskort i södra Stilla havet långt från fronten, patrullering och beskjutning av Aleuterna och Kurilerna samt eldunderstöd vid invasionen av södra Frankrike. Deras mest betydande insatser som något av fartygen i klassen såg under kriget var Marbleheads deltagande i tidiga krigshandlingar runt Nederländska Ostindien (framför allt slaget vid Makassarsundet) och Richmonds deltagande i slaget vid Kommendörsöarna.
Inget av fartygen förlorades i strid. Raleighs torpedskador vid Pearl Harbor och Marbleheads skador vid Makassarsundet var de enda betydande skador som klassen drabbades av.
Fartygen i klassen ansågs vara föråldrade när kriget tog slut, och de togs ur bruk och skrotades inom sju månader efter Japans kapitulation (med undantag för Milwaukee, som hade lånats ut till den sovjetiska flottan och skrotades när hon återgick till den amerikanska flottan 1949).

## Skepp i klassen
| Namn       | Fartygsnummer | Varv                                                                           | Kölsträckt  | Sjösatt     | Levererad   | Tagen ur tjänst | Öde                                 |
| ---------- | ------------- | ------------------------------------------------------------------------------ | ----------- | ----------- | ----------- | --------------- | ----------------------------------- |
| Omaha      | CL-4          | Todd Dry Dock &amp; Construction Co., Tacoma, Washington                       | 6 dec 1918  | 14 dec 1920 | 24 feb 1923 | 1 nov 1945      | Skrotad i februari 1946             |
| Milwaukee  | CL-5          | Todd Dry Dock &amp; Construction Co., Tacoma, Washington                       | 13 dec 1918 | 24 mar 1922 | 20 jun 1923 | 16 mar 1949     | Såld som skrot den 10 december 1949 |
| Cincinnati | CL-6          | Todd Dry Dock &amp; Construction Co., Tacoma, Washington                       | 15 maj 1920 | 23 maj 1921 | 1 jan 1924  | 1 nov 1945      | Skrotad i februari 1946             |
| Raleigh    | CL-7          | Bethlehem Shipbuilding Corporation, Fore River Shipyard, Quincy, Massachusetts | 16 aug 1920 | 25 okt 1922 | 6 feb 1924  | 2 nov 1945      | Skrotad i februari 1946             |
| Detroit    | CL-8          | Bethlehem Shipbuilding Corporation, Fore River Shipyard, Quincy, Massachusetts | 10 nov 1920 | 29 jun 1922 | 31 jul 1923 | 11 jan 1946     | Skrotad i februari 1946             |
| Richmond   | CL-9          | William Cramp &amp; Sons, Philadelphia                                         | 16 feb 1920 | 29 sep 1921 | 2 jul 1923  | 21 dec 1945     | Såld som skrot den 18 december 1946 |
| Concord    | CL-10         | William Cramp &amp; Sons, Philadelphia                                         | 29 mar 1920 | 15 dec 1921 | 3 nov 1923  | 12 dec 1945     | Såld som skrot den 21 januari 1947  |
| Trenton    | CL-11         | William Cramp &amp; Sons, Philadelphia                                         | 18 aug 1920 | 16 apr 1923 | 19 apr 1924 | 20 dec 1945     | Såld som skrot den 29 december 1946 |
| Marblehead | CL-12         | William Cramp &amp; Sons, Philadelphia                                         | 4 aug 1920  | 9 okt 1923  | 8 sep 1924  | 1 nov 1945      | Såld som skrot den 27 februari 1946 |
| Memphis    | CL-13         | William Cramp &amp; Sons, Philadelphia                                         | 14 okt 1920 | 17 apr 1924 | 4 feb 1925  | 17 dec 1945     | Såld som skrot den 18 december 1947 |